# Mořinka
Mořinka är en ort i Tjeckien.   Den ligger i regionen Mellersta Böhmen, i den centrala delen av landet, 21 km sydväst om huvudstaden Prag. Mořinka ligger 342 meter över havet och antalet invånare är 115.
Terrängen runt Mořinka är kuperad åt sydväst, men åt nordost är den platt. Runt Mořinka är det ganska tätbefolkat, med 134 invånare per kvadratkilometer. Närmaste större samhälle är Modřany, 14,7 km nordost om Mořinka. I omgivningarna runt Mořinka växer i huvudsak blandskog.